# Дикеч, Юсуф
Юсу́ф Дике́ч (тур. Yusuf Dikeç; род. 1 января 1973) — турецкий стрелок, двукратный чемпион мира (2014), трёхкратный чемпион Европы (2013), участник пяти Олимпийских игр (2008, 2012, 2016, 2020, 2024), серебряный призёр Олимпиады 2024 года в смешанных парах по стрельбе из пневматического пистолета.

## Биография
Окончив школу в Гёксуне, в 1994 году поступил в жандармское училище в Анкаре, по окончании которого служил в частях Турецкой жандармерии в Мардине. Высказывались предположения о том, что, проходя службу в это время в этом месте, Дикеч не мог не принимать участия в подавлении национального движения в Турецком Курдистане, связанном с многочисленными нарушениями прав человека; сам спортсмен никак не комментировал эти обвинения. В 1999—2000 гг. продолжил профессиональное образование и получил звание сержанта, затем в течение года служил в Стамбуле.
Начал спортивную карьеру в 2001 году. В 2006 году на международных играх военнослужащих в Норвегии он выиграл золото в стрельбе из произвольного пистолета.
В 2008 году впервые выступил на Олимпиаде. Дикеч выступал в стрельбе на 10 метров из пневматического пистолета (44-е место) и в стрельбе из пистолета на дистанции 50 метров (22-е место).
Через четыре года, в Лондоне выступал в тех же дисциплинах и занял в них 27-е и 13-е места соответственно.
В 2013 году, на чемпионате Европы в Осиеке Дикеч завоевал два личных и одно командное золото, а также две серебряные медали в командных турнирах. В том же году на домашних Средиземноморских играх завоевал серебряную и бронзовую медали.
11 сентября 2014 года впервые в карьере завоевал медаль чемпионата мира, став серебряным призёром в стрельбе из пневматического пистолета и проиграв только корейскому стрелку Чин Джон О.
На Олимпийских играх 2024 года вместе со своей напарницей Шеввал Илайдой Тархан завоевал серебряную медаль в смешанных командных соревнованиях по стрельбе из пневматического пистолета с 10 м, уступив в финале команде Сербии. Дикеч произвёл впечатление на зрителей, стреляя без корректирующих линз или очков, с двумя открытыми глазами, держа свободную руку в кармане.
После этого успеха стрелковый комплекс в турецком городе Мардин был переименован в честь Дикеча и его напарницы.
Есть дочь Басак.